# Обарање руског Сухоја Су-24 2015.
F-16 Фајтинг фалкон Ратног ваздухопловства Турске оборио је Сухој Су-24 Ратног ваздухопловства Русије у близини сиријско-турске границе 24. новембра 2015. године. Пилот и навигатор су се катапултирали; пилота су убили сиријски Туркмени, док је навигатор спашен. Маринац из тима за потрагу и спасавање који је послат у акцију спашавања оборених пилота је убијен када је спасилачки хеликоптер оборен од стране побуњеника.
Према турским изворима, авион је оборен у турском ваздушном простору, у ком је боравио 17 секунди и прешао 2,19 km, након што је упозорен десет пута у пет минута да промјени правац кретања. Влада Турске је дала изјаву у којој каже да јој није било познато којој је држави припадао авион. Руско Министарство одбране негира турске тврдње да је авион напустио сиријски ваздушни простор, тврдећи да салетити министарства показују да је авион био један километар унутар сиријског ваздушног простора када је оборен. Према неименованим америчким изворима, руски авион је оборен у сиријском ваздушном простору након што је боравио у турском ваздушном простору 2—3 секунде.
Обарање авиона је прво уништавање руског или совјетског војног авиона од стране државе чланице НАТО савеза од педесетих године 20. вијека.